# 文敏鍾
文敏鍾（ムン ミンジョン、문민종、2003年2月12日 - ）は、韓国の囲碁棋士。京畿道軍浦市出身、韓国棋院所属、八段。陜川郡招待河燦錫国手杯英才囲碁大会、グロービス杯世界囲碁U-20優勝など。

## 経歴
9歳の時に父から囲碁を習い、2014年に韓国棋院研究生となる。2015年韓華生命杯世界児童国手戦で優勝。
2017年初段。2019年陜川郡招待戦優勝、二段。2020年グロービス杯で、謝科、廖元赫らを破って優勝、2020年囲碁大賞優秀新人賞、三段。2021年未来の星新鋭最強戦優勝し、これにより四段昇段、同年五段。2022年六段。2023年年利鵬杯に優勝し、これにより七段昇段。2024年八段。

韓国囲碁リーグでは、2020-21年に議政府市チームで出場。韓国囲碁棋士ランキングでは、2020年96位、2023年29位。

### タイトル歴
- グロービス杯世界囲碁U-20 2020年
- 陜川郡招待河燦錫国手杯英才囲碁大会 2019年、2021年
- 未来の星新鋭最強戦 2021年
- 利鵬杯新鋭最高位戦 2023年

### 他の棋歴
国際棋戦
- グロービス杯世界囲碁U-20 2021年4位、2023年4位
- 中日韓聶衛平杯囲碁マスターズ 2021年 0-2（×福岡航太郎、×屠暁宇）
- 議政府国際囲碁新鋭団体戦 2022年 3-0（○屠暁宇、○賴均輔、○三浦太郎）

国内棋戦
- 利鵬杯新鋭最高位戦 準優勝 2020年
- 陜川郡招待河燦錫国手杯英才囲碁大会
  - 英才4強戦 2019年3位（○頼均輔、×関航太郎、×陳豪鑫）
  - 歴代英才vs女子頂上連勝対抗戦 2020年 1-1（○曺承亞、×金彩瑛）、2021年 5-0（○曺承亞、○呉政娥、○金恵敏、○金彩瑛、○呉侑珍）

- 韓国囲碁リーグ
  - 2020-21年（囲碁メッカ議政府）2-11
  - 2021-22年（囲碁メッカ議政府）5-9
  - 2022-23年（囲碁メッカ議政府）7-6
  - 2023-24年（蔚山高麗亜鉛）

## 注
1. 1 2  스포츠경향2017.2.26